# Туризм у Вірменії
Однією з провідних сфер економіки Вірменії є туризм. Вірменія — найдавніша держава Кавказу, одна з найдавніших у світі і на Середньому Сході. Вірменія — перша країна, яка прийняла християнство як державну релігію (відповідно до традиційної дати — у 301 р.).

## Загальна характеристика
У 2009 р. у Вірменію прибуло 575 281 туристів проти 558 443 туристів у 2008 р., число туристів зросло на 3.0 %. За той же період з метою туризму з республіки виїхали 526 193 чоловік, у порівнянні з 2008 р. приріст склав 2.1 %.
У 2009-і році різко скоротилося число мандрівників, що прибувають до Вірменії з країн СНД, але так само різко зросло число туристів з Ірану і Грузії, що нейтралізувало спад, характерний для нинішньої ситуації в туристичному бізнесі.
У той же час тільки 10 % з числа туристів, що відвідали країну в 2009 році зупиняються в готелях і користуються послугами туркомпаній — решта самостійно турбуються про свій відпочинок. Багато в чому така тенденція обумовлена дорожнечею туристичних пакетів.
За даними Міністерства туризму Вірменії, найбільше грошей у країні станом на 2009 р. залишають японські, канадські і американські туристи. Найменші витрати дозволяють собі мандрівники з Ірану та Грузії. Зокрема, якщо гість з Японії витрачає близько $ 1400 в день, то іранці й грузини — тільки $ 30-40.

## Валюта
Грошова одиниця Вірменії — драм. В грошовому обігу знаходяться монети вартістю в 10, 20, 50, 100, 200, 500 драм, а також купюри вартістю 1000, 5000, 10000, 20000 та 50000 драм. Купюра вартістю 50000 драм випущена Центробанком Вірменії в 2001 році на честь прийняття Вірменією християнства. На купюрах зображені портрети відомих вірменських вчених та діячів культури, а також пам'ятки вірменської архітектури.
100 драм приблизно дорівнюють 2,5 гривням, а 40 драм приблизно дорівнюють одній гривні. Валюта дійсна не лише на території Республіки Вірменії, але й також є офіційною валютою Нагірно-Карабаської Республіки, а також широко використовується у вірменонаселеному регіоні Грузії — Джавахку.

## Правила в'їзду
Відповідно до міждержавних угод між Вірменією та Україною, в'їзд громадян України до Республіки Вірменії є безвізовим. При собі необхідно мати лише закордонний паспорт.
В'їзд на територію Нагірно-Карабаської Республіки також не вимагає отримання візи громадянам України, але необхідно отримати безкоштовну акредитаційну картку (на вибір російською, чи англійською мовами), яка видається громадянам СНД безкоштовно у будь-якому закордонному представництві НКР. Також акредитаційну картку можна отримати вже безпосередньо в Міністерстві закордонних справ прямо у Степанакерті. Акредитаційну картку треба здавати при виїзді з НКР. Відсутність акредитаційної картки не вважається правопорушенням, але відповідно до чинного законодавства НКР така форма передбачена для підтвердження статусу туриста. Реєстрація акредитаційної картки вважається офіційним ставанням на облік.

## Транспорт

### Міжнародний транспорт
У зв'язку з тим, що кордон між Вірменію та Азербайджаном і Туреччиною наразі зачинений, а також враховуючи, що кордон Грузії з Абхазією та Південною Осетією також зачинений, це створює проблеми для потрапляння наземним транспортом з України до Вірменії, тому єдиним прямим шляхом через Грузію можна потрапити через КПП «Верхній Ларс». Але не зважаючи на це, основним видом міждержавного пасажирського сполучення є авіаційний.
Щоб потрапити у Вірменію поромом через Грузію є два варіанти:
- Напряму — відправитися пароплавом з міста Чорноморськ (Одеська область) до Батумі, чи Поті;
- Через Росію та Туреччину — відправитися до Сочі (Росія), а звідти пароплавом до Трабзону (Туреччина), а звідти до Грузії автомобільним транспортом.

Потрапити у Вірменію через Іран можна зробивши великий крюк через Росію, Казахстан та Туркменістан.

#### Авіаційний транспорт
У Вірменії наразі існує два міжнародних аеропорти, що регулярно виконують постійні пасажирські перевезення — аеропорт «Звартноц» (Єреван) та «Ширак» (Гюмрі). В Єревані також є запасний аеропорт «Еребуні», який частково використовується військовими, а неподалік від Степанакерта проходить реконструкцію Степанакертський аеропорт, який почне здійснювати регулярні пасажирські авіаперевезення з жовтня 2010 р.
З України здійснюються постійні пасажирські авіарейси лише у Міжнародний аеропорт «Звартноц» (Єреван). Авіасполучення є з наступних міст:
- Дніпро (Armavia, Dniproavia)
- Запоріжжя (Air Armenia)
- Київ-Бориспіль (Armavia, Donbassaero)
- Одеса (Armavia)
- Харків (Armavia)

#### Автомобільний транспорт
Відповідно до чинного законодавства Вірменії, в країні діють 4 міжнародні автомобільні митниці:
| Назва митниці | Розташування у Вірменії | Регіон Вірменії | Країна, з якою межує | Траса              | Найбільші міста |
| ------------- | ----------------------- | --------------- | -------------------- | ------------------ | --- |
| Айрум         | північний схід          | Тавуш           | Грузія               | Єреван — Тбілісі   | Аштарак, Апаран, Спітак, Ванадзор, Туманян, Алаверді, Ахтала, Марнеулі                                                                           |
| Бавра         | північний захід         | Ширак           | Грузія               | Єреван — Батумі    | Аштарак, Талін, Маралік, Гюмрі, Ніноцмінда, Ахалкалакі, Аспіндза, Ахалцихе, Адігені, Хуло, Шуахеві, Кеда, Хелвачаурі                             |
| Карчевань     | південь                 | Сюнік           | Іран                 | Єреван — Тегеран   | Масіс, Арташат, Арарат, Єхегнадзор, Вайк, Сісіан, Горіс, Капан, Каджаран, Мегрі, Агарак, Тебриз, Міане, Зенджан, Ебхер, Такестан, Казвін, Кередж |
| Ташир         | північ                  | Лорі            | Грузія               | Ванадзор — Тбілісі | Степанаван, Ташир, Болнісі, Марнеулі |

Усі вищезазначені траси знаходяться в нормальному стані. На територію Вірменії можна в'їхати як власним автомобілем, так і автобусом, чи маршруткою. В країні діють загальноєвропейські правила дорожнього руху.
На кордоні з Нагірно-Карабаською Республікою митниць нема, замість них стоять лише пости ДАІ, які проводять вибіркову перевірку автомобілів (як при в'їзді у Автономну Республіку Крим). Але вважається, що єдиний офіційний пункт автомобільного пропуску іноземних громадян знаходиться на основній трасі Єреван — Степанакерт між містами Горіс та Бердзор. Це пов'язано з тим, що інші дороги є неналежної якості, хоча туристи на позашляховиках полюбляють серпантинову дорогу Карвачар — Варденіс через навколишні неповторні пейзажі (дорога йде по ущелині, по якій проходить гірська річка). Митники та прикордонники відсутні.

#### Залізничний транспорт
Наразі Вірменія має залізничне сполучення лише з Грузією. Між державами курсує всього два поїзди:
- Єреван — Тбілісі
- Єреван — Батумі (літній)

Зараз активно проводяться проектування будівництва залізниці до Ірану, Азійський банк виділив гроші на проведення ТЕО та ФЕО, а між найвищим керівництвом Вірменії та Ірану вже підписаний документ, за яким має розпочатися будівництво. Вартість будівництва складатиме від 1 до 2 млн доларів.
Також жваво обговорюється питання відкриття кордону з Туреччиною. Уся необхідна інфраструктура є, і навіть Вірменія вже почала закуповувати у Польщі додаткові вагони для курсування у Туреччину.
| № поїзда | Напрям           | Відстань | Відпр. з Єревану | Приб. до Батумі / Тбілісі | Відпр. з Батумі / Тбілісі | Приб. до Єревану | Вартість (у драмах)                                      | Примітка                                                         |
| -------- | ---------------- | -------- | ---------------- | ------------------------- | ------------------------- | ---------------- | -------------------------------------------------------- | ---------------------------------------------------------------- |
| 202/201  | Єреван — Батумі  | 723 км   | 22:30            | 16:56                     | 11:30                     | 7:16             | СВ: 25 586 Купе п/к: 14 351 Купе: 12 651 Плацкарт: 7 943 | Курсує лише влітку. У 2010 р. буде курсувати щоденно з 25 травня |
| 372/371  | Єреван — Тбілісі | 374 км   | 20:20            | 9:15                      | 16:40                     | 6:06             | СВ: 11 391 Купе: 5 652 Плацкарт: 3 527 Загальний: 2 619  | Відпр. з Єревану по парним, з Тбілісі по непарним                |

### Внутрішній транспорт
Вірменія має розвинену систему пасажирського транспорту, що складається з міжнародного, міжміського та міського.
- Міжнародний транспорт складається з авіаційного, автомобільного та залізничного.
- Міжміський транспорт складається з автомобільного, залізничного та канатного.
- Міський транспорт складається з метрополітену, тролейбусного, автобусного, маршрутного транспорту а також таксі.

Найпопулярнішим видом міжміського транспорту є автомобільний, оскільки завдяки йому Ви можете потрапити у будь-яку точку Вірменії. Внутрішній авіаційний транспорт поки що відсутній, а залізничний не досить розвинений (всього 2 поїзди дальнього слідування та 12 приміських електропоїздів). Є кілька канатних доріг.
Найпопулярнішим видом міського транспорту є маршрутне таксі, оскільки має дуже розвинену систему покрову населених пунктів. Також завдяки низьким цінам вважається досить популярним таксі. Тролейбус та метрополітен є лише у Єревані, але особливою популярністю не користується.

## Об'єкти розміщення
За даними Управління туризму міністерства торгівлі та економічного розвитку Вірменії, наразі в республіці діє 117 об'єктів розміщення. В їх число входять:
- 63 готелі (3006 номерів та 5570 спальних місць);
- 26 об'єктів готельного типа (225 номерів та 535 спальних місць);
- 23 туристичних баз (108 номерів та 289 спальних місць).

У 2005 році були відкриті 4 нових готелі, завдяки чому кількість місць збільшилася на 500. Ведеться будівництво двох нових готелів. На території республіки також діють 11 оздоровниць та 11 пансіонатів (2266 та 245 спальних місць відповідно).
П'ятизіркових готелів лише чотири:
- «Armenia» (Степанакерт)
- «Golden Palace» (Єреван)
- Armenia «Marriott» (Єреван)
- «Єреван» (Єреван)

Чотири- і три- зіркових готелів у країні значно більше і вони є не лише в столиці.
Зокрема у Нагірному Карабасі є готелі «Armenia», «Yerevan», «Егнар», «Лотус», «Наїрі» (всі в Степанакерті), «Shushi» (м. Шуші) та «Ani Paradise» (с. Ванк, Мартакертський район).

## Туристичні об'єкти за місцезнаходженням

### Республіка Вірменія

#### Єреван(столиця)

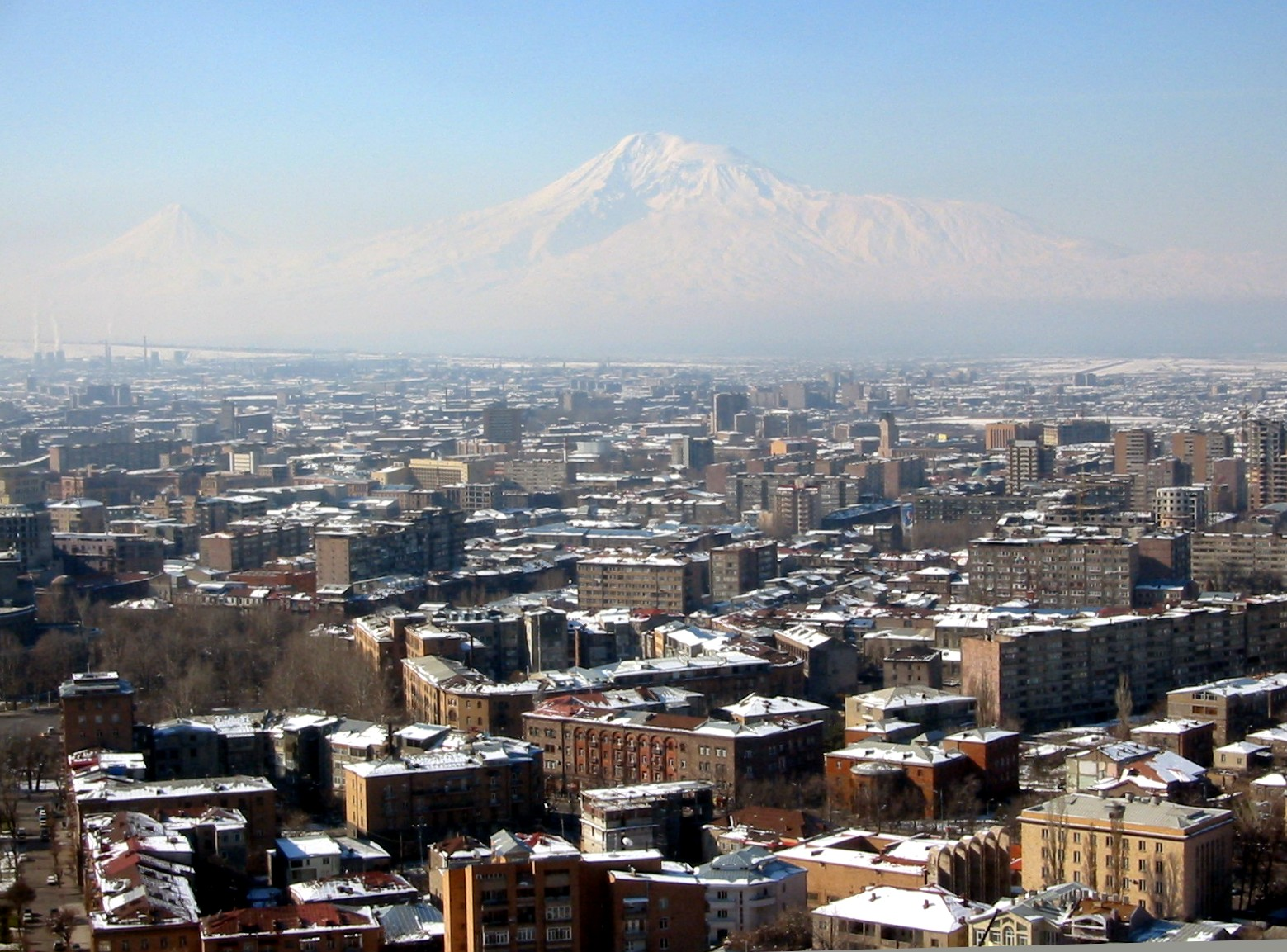
Єреван на фоні г. Арарат

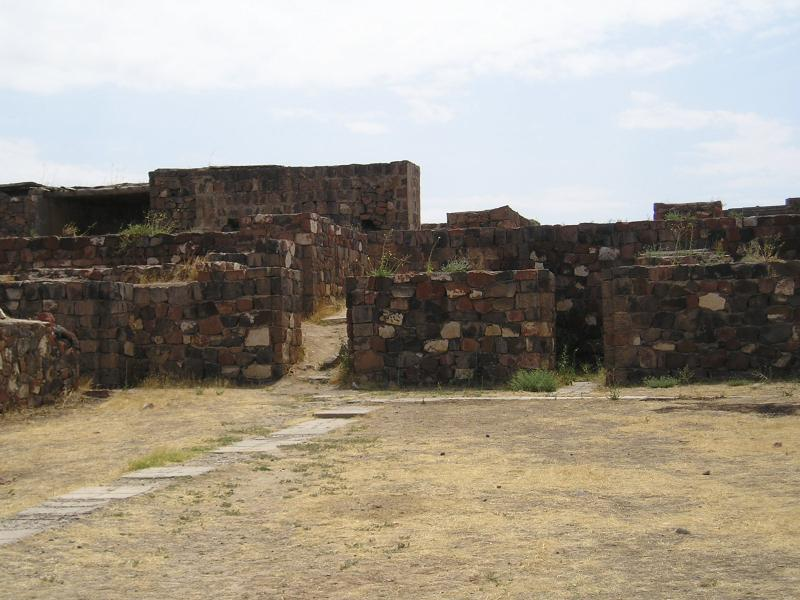
Руїни фортеці Еребуні

- Матенадаран імені Св. Месропа Маштоца — унікальний та відомий на весь світ Інститут Древнього Рукопису, побудований у 1957 р.
- Цицернакаберд — монумент пам'яті жертв Геноциду вірмен 1915-го року
- Музей «Еребуні» — музей м. Єревана.
- Мерія Єревана — Музей Єревана, зимовий палац.
- Картинна галерея Вірменії
- Музей історії Вірменії
- Музей Мартироса Сар'яна.
- Музей Сергія Параджанова.
- Музей Сучасного Живопису.
- Майр Айастан («Мати — Вірменія») — пам'ятник Вірменії, відкривається панорама Єревана.
- Театр Опери (Концертний Зал Філармонії).
- Парк закоханих (Єреван).
- Спортивно-концертний комплекс.
- Церква Св. Саркіса.
- Церква Св. Зоравора.
- Церква Св. Ованнеса.
- Церква Св. Богоматері.
- Єреванський Собор Св. Григора Просвітителя.
- Єреванський Коньячний Завод.
- Дитяча Картинна Галерея.
- Ботанічний сад та зоопарк.
- Єреванський Водний Світ (Аквапарк).

#### Арагацотн

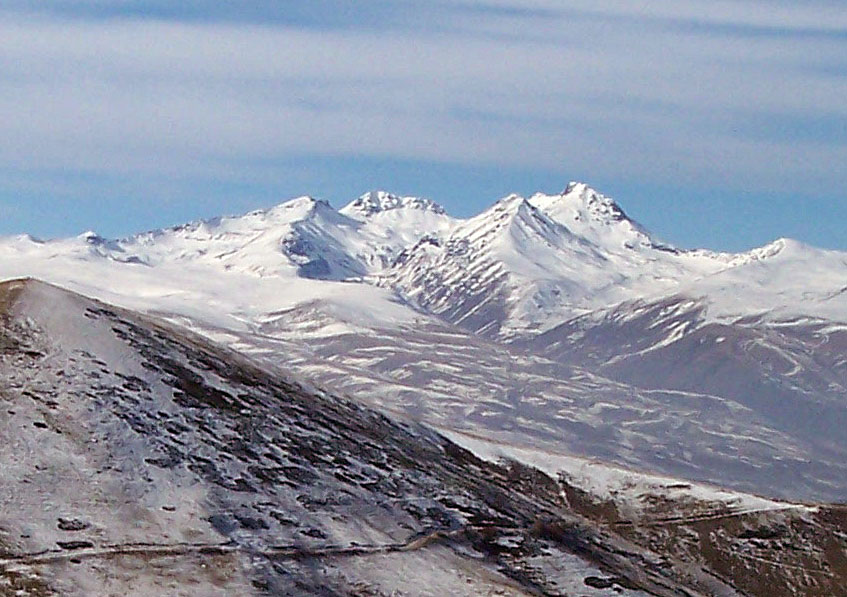
Гора Арагац

- Гора Арагац. Вимерлий вулкан Арагац — найвища гора на території сучасної Вірменії. Гора Арагац сама по собі є природним величним монументом з чотирма вершинами і озером посередині.
- Бюраканська обсерваторія. Буквально за 10 км від Аштарака, на схилі гори Арагац знаходиться велике село Бюракан, що є колискою вірменської астрономії.
- Фортеця Амберд. На південному схилі гори Арагац височіє середньовічна фортеця Амберд (X-XIII ст.) — родове володіння князів Пахлавуні. Фортеця розташована на висоті 2300 м над рівнем моря.
- Церква Месропа Маштоца в Ошакані. За 6 км від Аштарака, на правому березі Касаху, знаходиться село Ошакан — останній притулок національного героя Вірменії, вірменського просвітителя, укладача національного алфавіту — Месропа Маштоца.
- Сагмосаванк. Монастир Сагмосаванк був заснований у 1215 р., коли князь Ваче Вачутян наказав звести тут храм Сурб Сіон (Святий Сіон).
- Оганаванк. Неподалік від села Карбі на початку IV ст. Св. Григорій Просвітитель заснував маленьку церкву, яка послужила основою монастирю Оганаванк. Сьогоднішній монастир Оганаванк — це споруди XII-XIII ст., Комплекс заснований з 1216 р., коли князь Ваче Вачутян заснував церкву Сурб Карепт (1216—1221 рр.). Монастир побудований на печерах і з'єднаний з ущелиною сходами.
- Церква Кармравор. Найвідоміша пам'ятка Аштараку — це добре збережена церква Кармравор. Вона була побудована ще у VII столітті.

#### Арарат

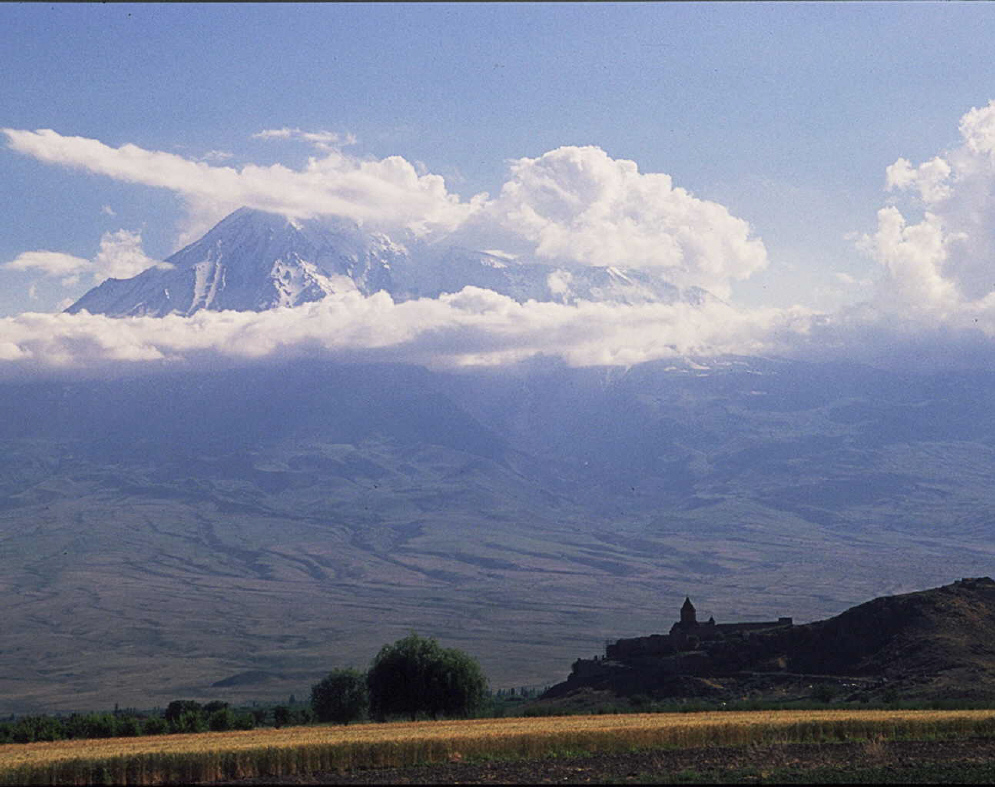
Монастир Хор Вірап на фоні гори Арарат

- Монастир Хор Вірап. Про цю унікальну архітектурну пам'ятку знає кожен вірменин. Цей кріпацький монастир є місцем паломництва, одне з найшанованіших місць Вірменії, священне для Вірменської апостольської церкви. Монастир був споруджений в період з VI по XVII століття, над підземеллям, де нудився хреститель Вірменії — Святий Григорій Просвітитель за розповсюдження християнства, поки цар Трдат не вирішив прийняти цю релігію як державну.
- Хосровський заповідник. У східній частині марза розташований Хосровський заповідник, який був створений для полювання та розваг вірменської аристократії.
- Арарат. Насправді священна для вірмен гора Арарат знаходиться сьогодні на території Туреччини. Перебуваючи в західній частині Вірменії, вона так і залишилася в складі Османської держави, тоді як на початку XX століття до складу Російської імперії увійшла тільки Східна Вірменія.
- Двін. У 332-338 рр. до н. е. царем Хосрова Коротким у південних відрогів Гегамського хребта була заснована стародавня столиця Вірменії — Двін.

#### Армавір

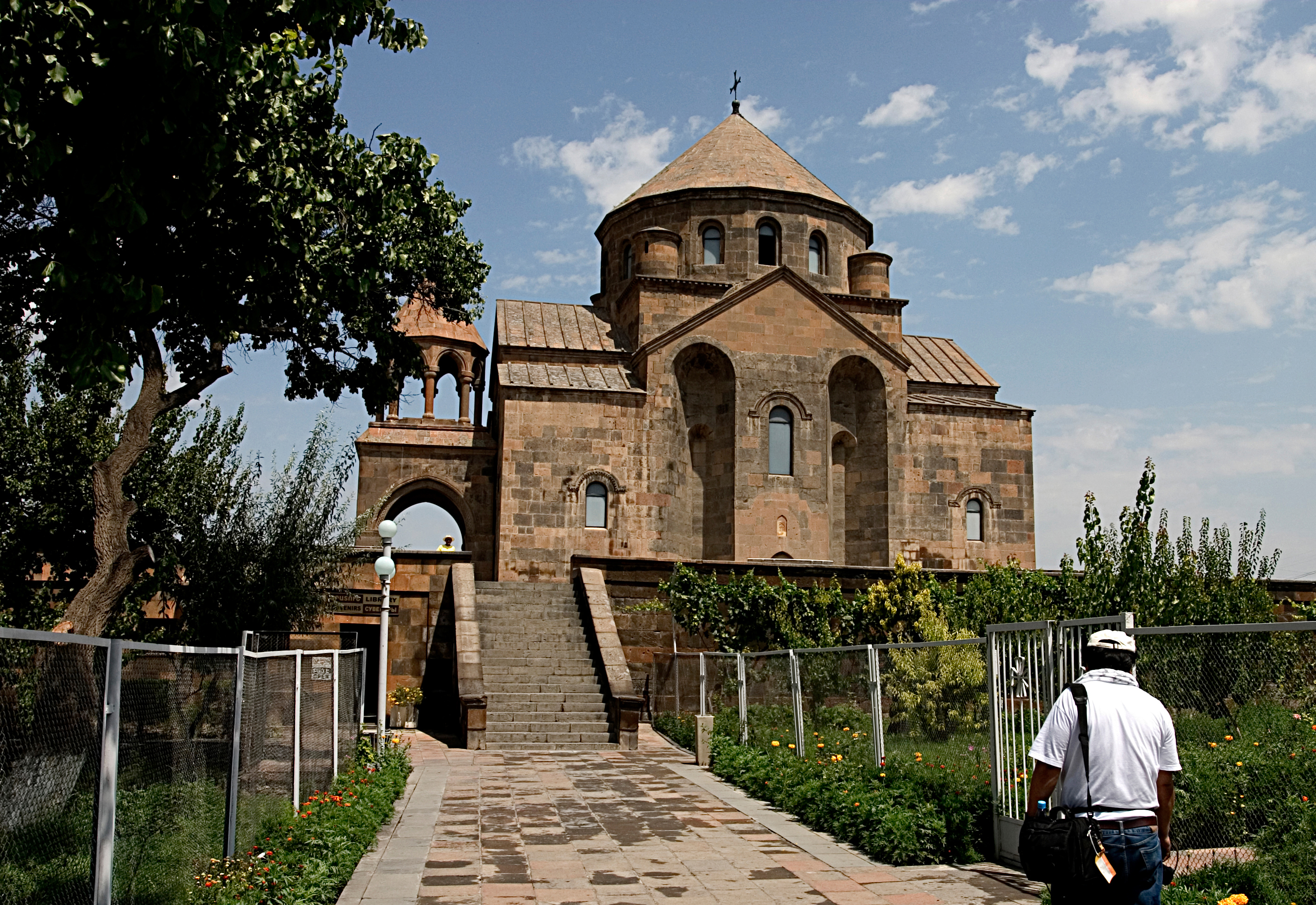
Церква Св. Ріпсіме

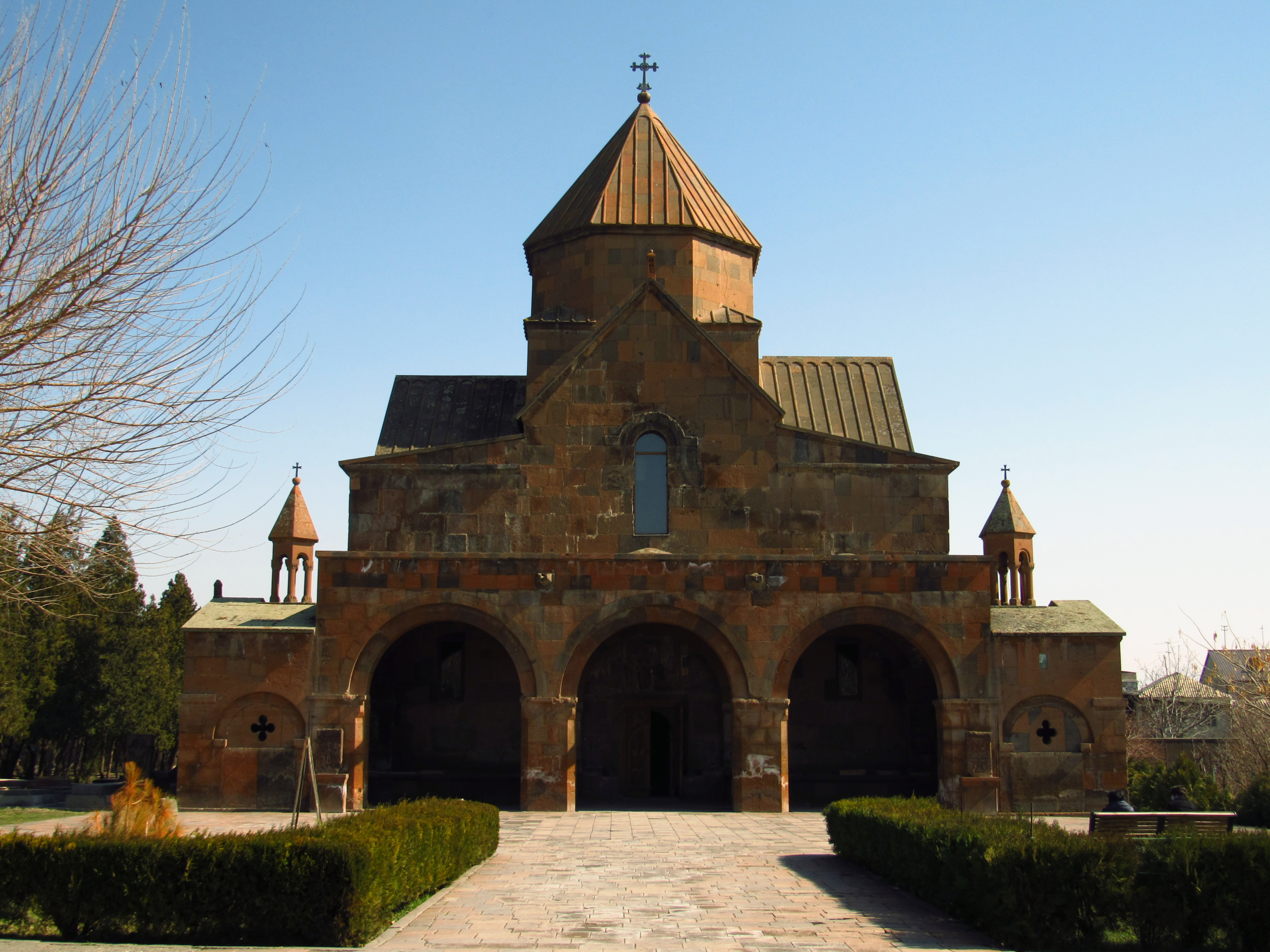
Храм святої Гаяне. Вагаршапат

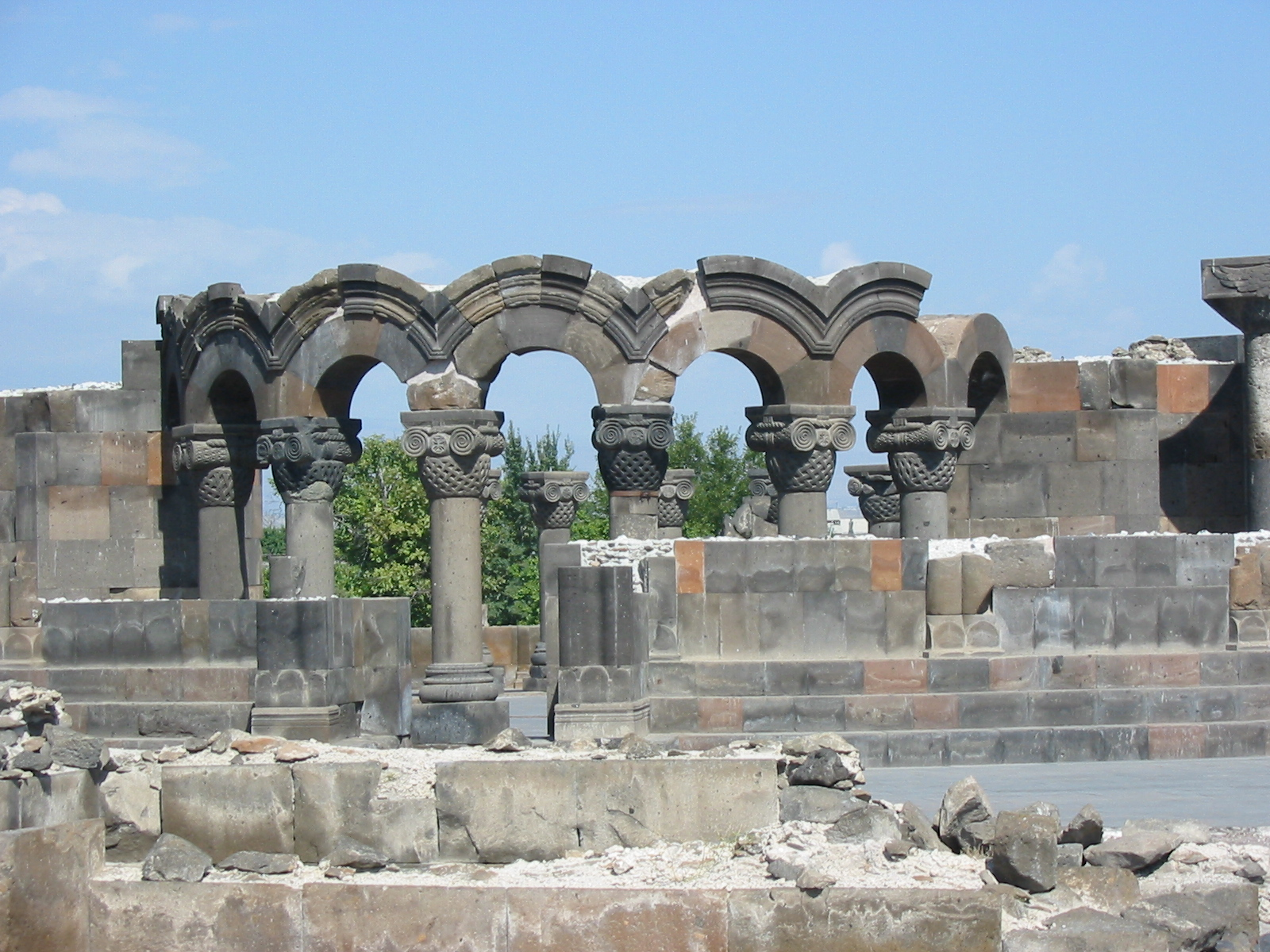
Руїни храму Звартноц

- Ечміадзін. Почнемо з того, що Ечміадзін (Вагаршапат) — це окреме місто, яке навіть було однією зі столиць Вірменії в II-IV століттях. У глибоку давнину тут розташовувалося село Вардкесаван, на місці якого на початку II століття н. е. цар Вагарш I (117—140) заснував свою столицю, назвавши її Вагаршапат. Входить до переліку Всесвітньої спадщини ЮНЕСКО.
- Кафедральний Собор Св. Ечміадзін. Головним у цьому комплексі є звичайно ж Кафедральний Собор — найдавніший християнський храм Вірменії, один з перших в усьому християнському світі. Перший камінь у фундамент цього храму, за переказами, був закладений у 301 році Григорій Григорієм Просвітителем — першим Католикосом Вірменської церкви.
- Музей Ечміадзіна. Для зберігання реліквій та дарунків, що надходять Вірменській церкві, у 1869 році до Собору були прибудовані ще три приміщення, в яких зараз знаходиться музей монастиря. Він був відкритий в 1955 році.
- Ечміадзинський монастир. До комплексу Ечміадзинського монастиря входять трапезна (XVII століття), готель (XVIII століття), Резиденція Католикоса (1738—1741), школа (1813 р.), кам'яне водоймище (1846 р.) та інші споруди.
- Резиденція Патріарха — Католікоса всіх вірмен. Резиденція глави Вірменської Апостольської церкви розташовується у дворі монастирського комплексу.
- Духовна академія Св. Ечміадзіна. На території монастирського комплексу знаходиться Духовна Академія Св. Ечміадзіна. Вона була заснована 130 років тому.
- Храм Святої Ріпсіме. У Ечміадзіні знаходиться ще три древніх пам'ятки. Згідно з легендою ці храми споруджені на честь мучениць — перших християн, які втекли з Риму від переслідувань імператора. Це храми: Святої Ріпсіме, Святої Гаяне і Святої Шогакат. Храми були споруджені на місцях загибелі цих трьох святих дів.
- Храм Святої Гаяне. Трохи пізніше Храму Святої Ріпсіме був споруджений храм на честь її християнської наставниці — Святої Гаяне. Храм був зведений у 630 році на місці каплиці IV століття і до цього дня є однією з найкращих пам'яток вірменської архітектури.
- Храм Святої Шогакат. Цей храм побудований в 1694 році на місці каплиці IV століття. Примітна його своєрідна архітектура, відома під назвою «купольної зали».
- Храм Звартноц. За 5 км від Вагаршапата знаходиться найяскравіша пам'ятка середньовічного вірменського зодчества — чудовий Храм Звартноц, збудований у VII столітті. На жаль, як і більшість інших стародавніх вірменських храмів, Звартноц дійшов до наших днів лише в руїнах, повністю зруйнований потужним землетрусом в X столітті. Храм входить до переліку Всесвітньої спадщини ЮНЕСКО.
- Сардарапат. Архітектурний і скульптурний комплекс за 10 км від Армавіра, встановлений в 1968 р. у відзначенні перемоги вірмен над османськими загарбниками у 1918 році. Тоді, у 1918 році османська армія вторглася у Араратську долину, зайняла село Сардарапат і розпочинала наступ на Єреван.

#### Вайоц-Дзор

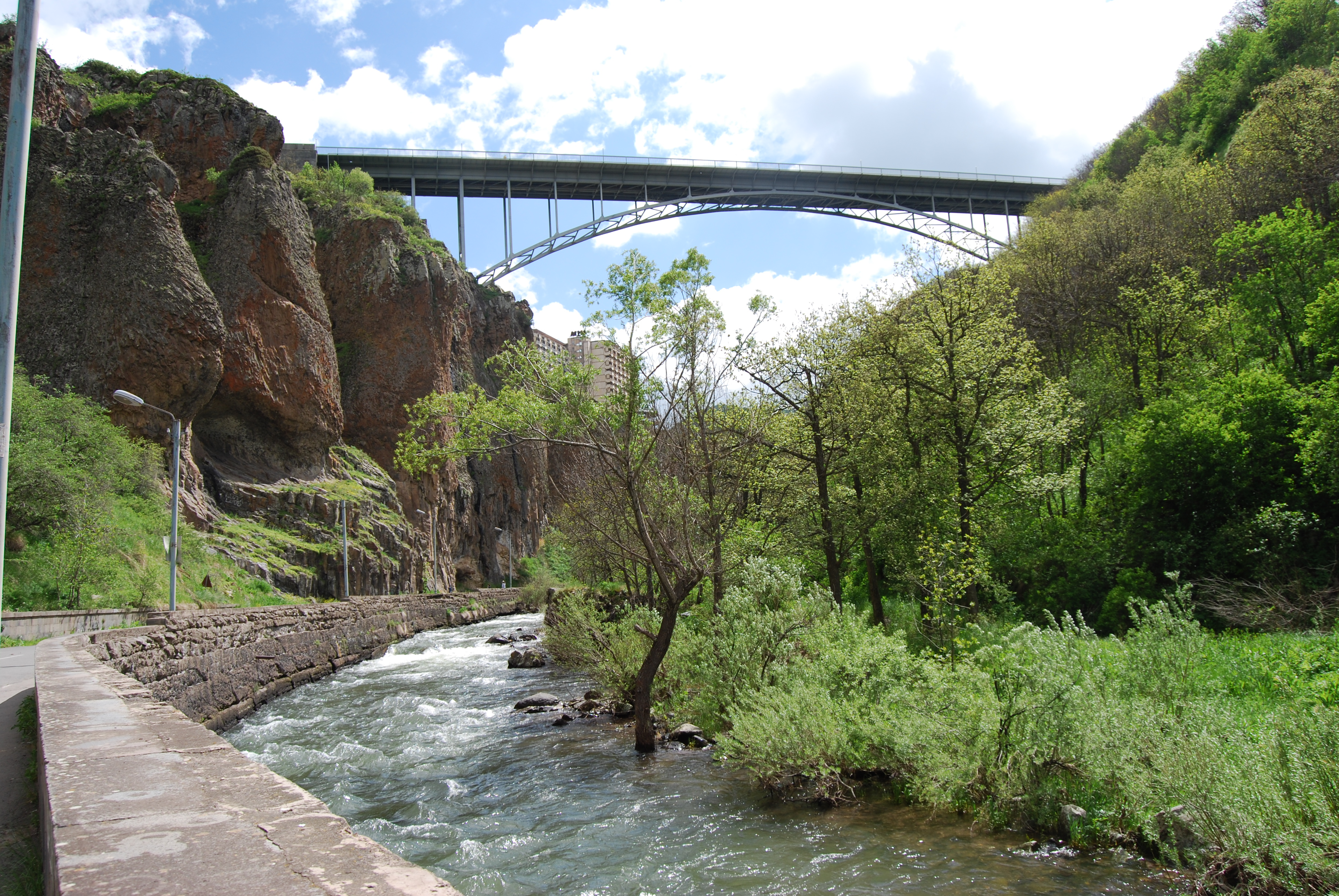
Міст біля Джермуку

- Джермук. Один з найзнаменитіших курортів всієї Вірменії. Курортну славу місту забезпечили унікальні термально-мінеральні джерела, навколо яких і виросло місто.
- Монастир Нораванк. Нораванк в перекладі з вірменської означає «новий монастир». Хоча сьогодні він навряд чи виправдовує свою назву, оскільки вік у нього дуже поважний — більше семи століть. Дуже чарівний монастирський комплекс Нораванк був побудований в XIII столітті на уступі вузької звивистої ущелини річки Арпа поблизу міста Єхегнадзор.
- Монастир Цахац Кар. Це архітектурний комплекс розташований за 6 км від села Єхегіс марза Вайоц-Дзор.
- Монастир Спітакавор. Ця пам'ятка розташована в зеленій долині Єхегнадзорського району.

#### Гегаркунік

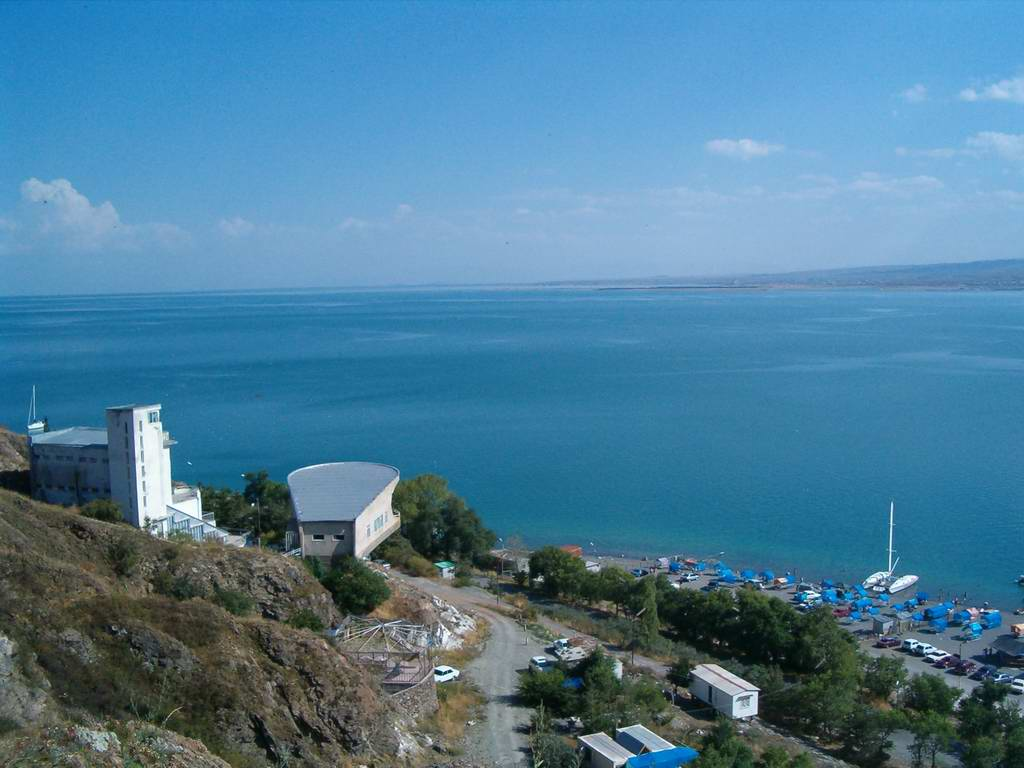
Озеро Севан

- Озеро Севан. Древнє реліктове озеро Севан — «Перлина Вірменії» або «Гегамське море» — одне з найбільших високогірних прісноводних озер у світі. Це справжнє диво природи розташоване в самому центрі Вірменського нагір'я, у величезній гірській чаші, обрамлене мальовничими гірськими хребтами на висоті 1900 м.

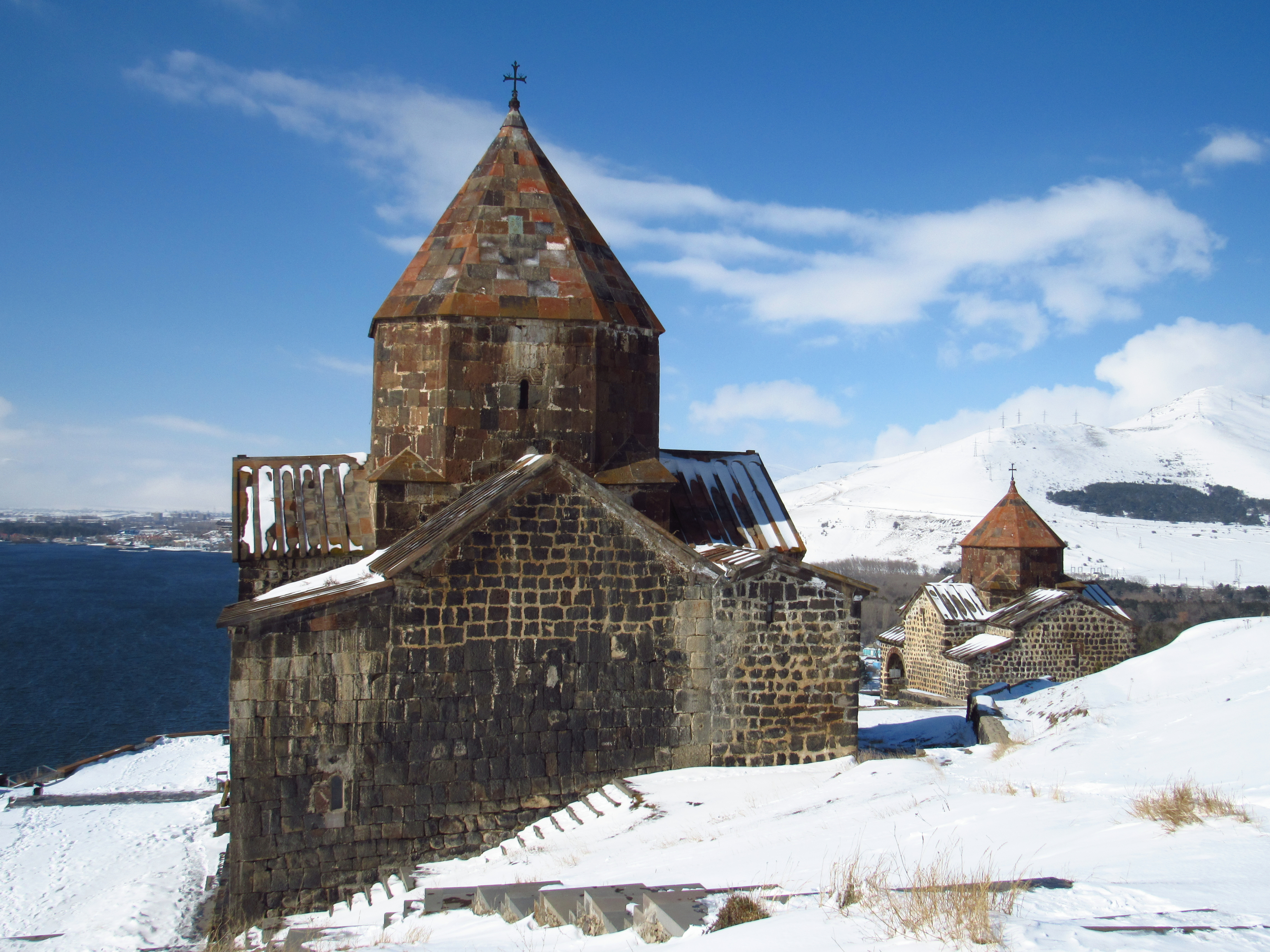
Севанаванк

- Монастир Севанаванк. На північно-західній частині озера, на вузькому скелястому півострові розташована відома пам'ятка вірменського середньовічного зодчества — монастир Севанаванк.
- Монастир Айріванк. Розташований на західному узбережжі озера Севан в однойменному селі і відноситься до IX-XII століть.
- Кладовище Норатуз. Недалеко від монастиря Айріванк, на березі озера Севан розташоване село Норатуз, відоме найбільшим кладовищем хачкарів.

#### Котайк

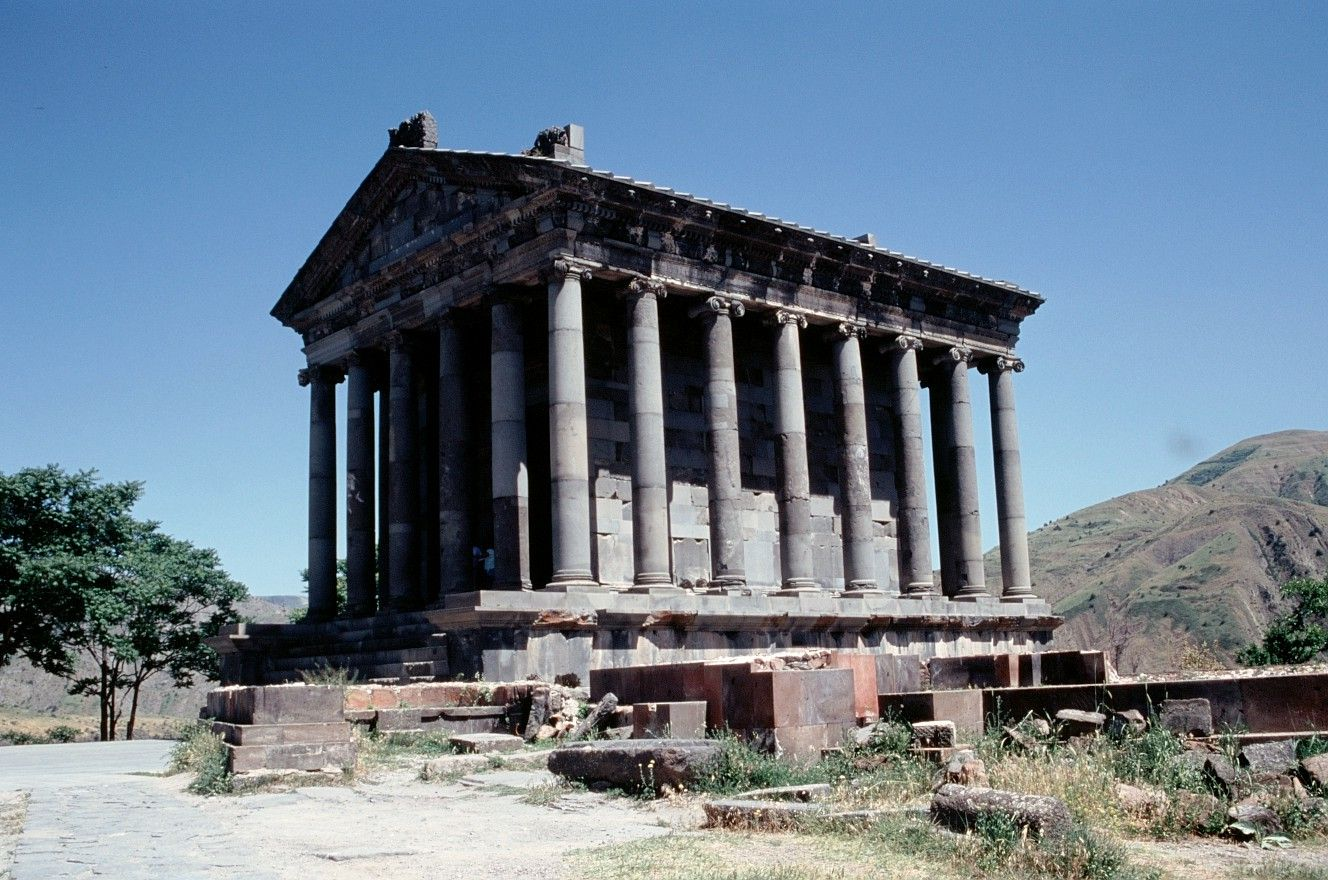
Храм Сонця в Гарні

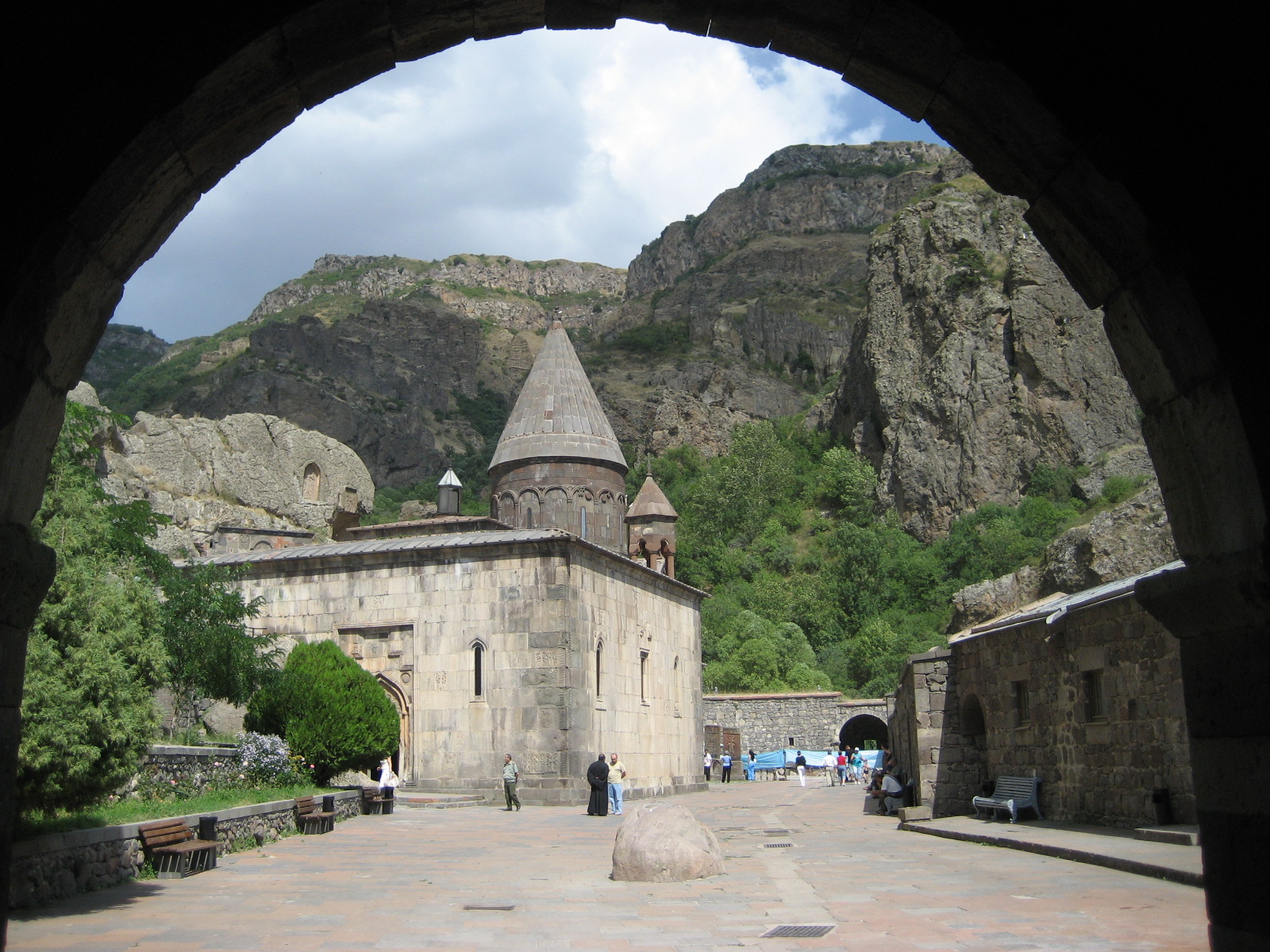
Монастир Гегард

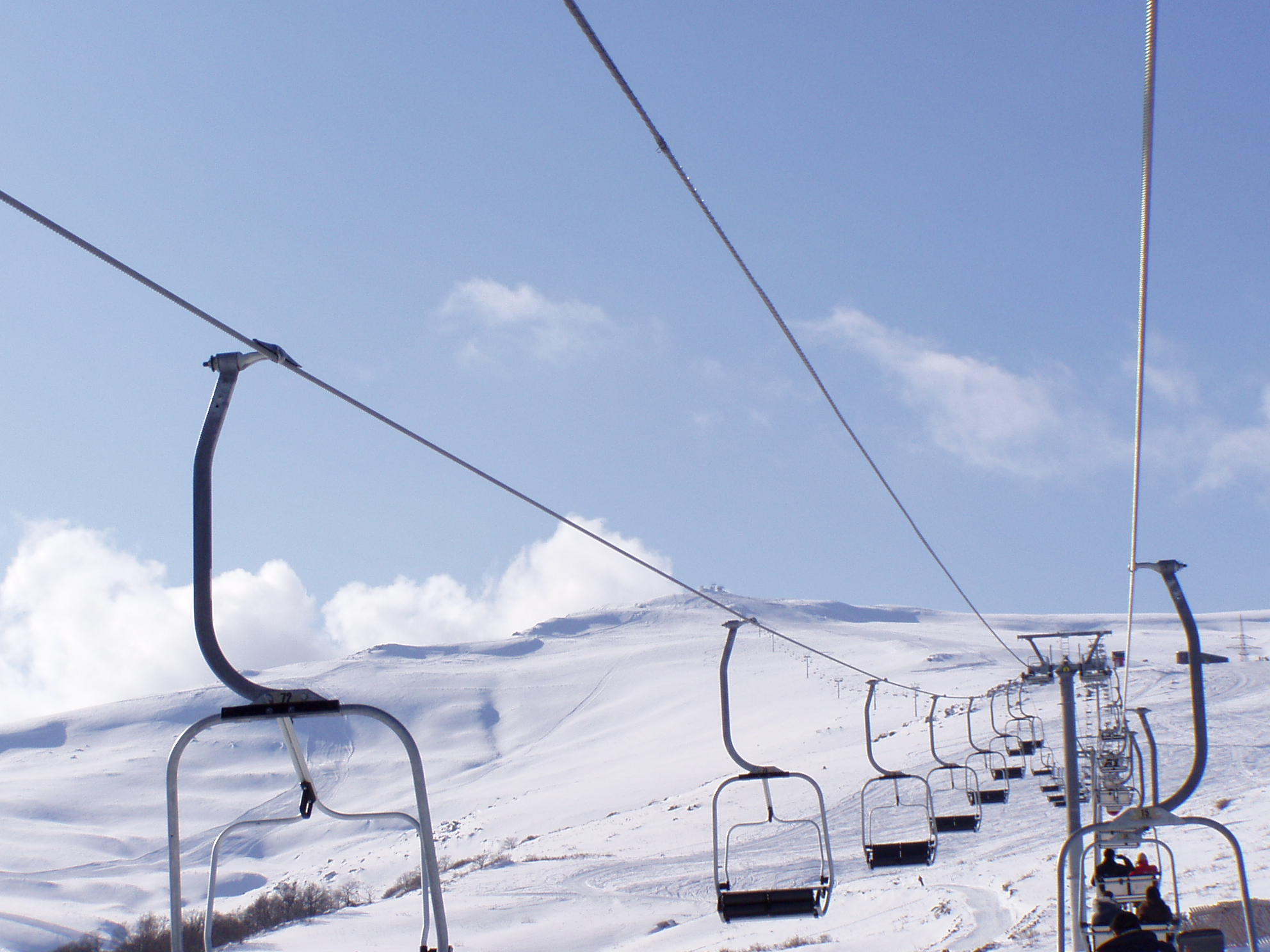
Цахкадзор взимку

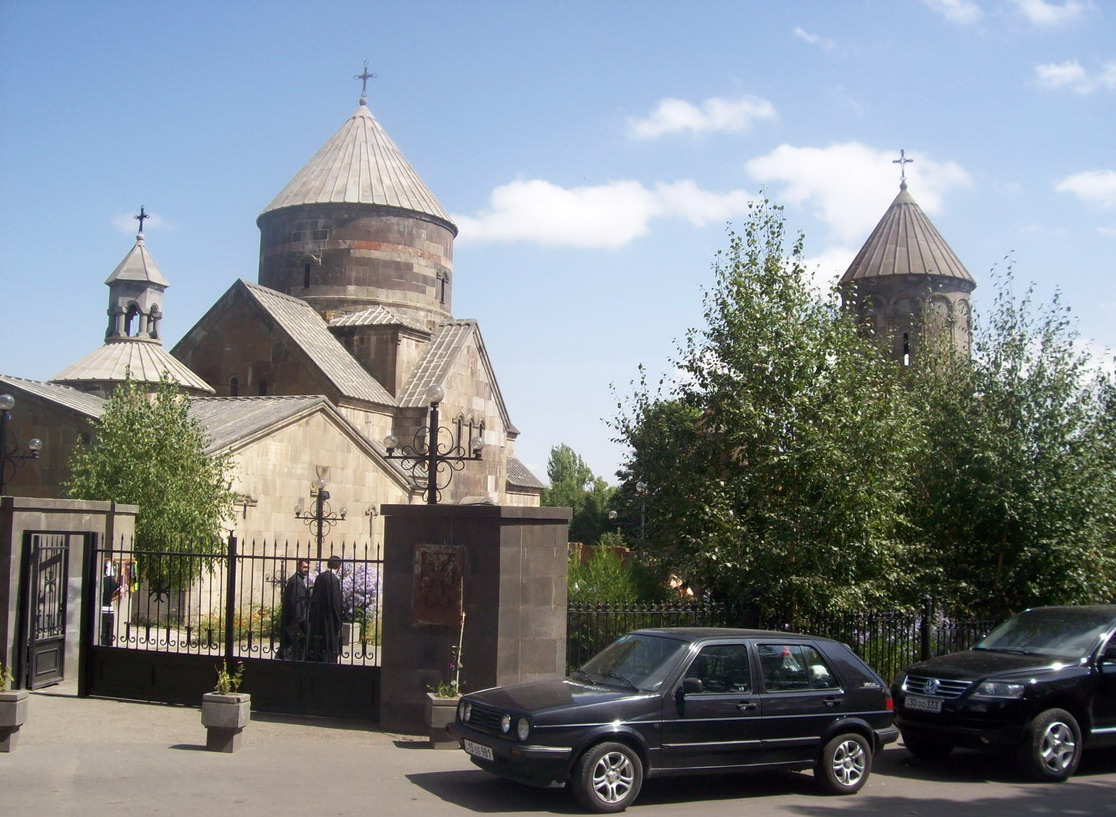
Монастир Кечаріс

- Гарні. У невеликому поселенні Гарні, яке широко розкинулося вздовж ущелини, по дну якого тече невелика річка Азат, знаходяться справжній археологічний комплекс, об'єднаний спільною назвою Гарні. Входить до переліку Всесвітньої спадщини ЮНЕСКО.
- Фортеця Гарні. Одне з яскравих свідчень багатовікової культури дохристиянського періоду Вірменії. Вона розташована в мальовничій гірській місцевості, звідки відкривається фантастичний вигляд на мальовничі околиці.
- Палац і лазні. З розкопаних на території храму будівель значний інтерес представляє палацові споруди, свого часу, судячи за залишками, багато прикрашені всередині і зовні.
- Храм Сонця. Справжній і єдиний шедевр елліністичної архітектури у Вірменії — язичницький храм Сонця в Гарні. Це одна з найдавніших пам'яток Вірменії, що збереглися ще з часів язичництва. Єдиний язичницький храм на території СНД, який повністю зберігся. Історики приписують його будівництво древнєвірменському царю Трдату, який прийняв християнство як офіційну релігію в 301 році. Хоча багато вчених роблять висновки про те, що він побудований в I ст. н. е.
- Гегард. За декілька кілометрів від Гарні, якщо рухатися вздовж ущелини річки Азат на північний схід, на схилі майже замкнутого амфітеатру стрімких скель, в оточенні суворої й величної природи знаходиться монастир Гегард або Гегардаванк, відомий своєю скельної архітектурою. Покажчиком шляху до нього служить фігура левиці на високому п'єдесталі у крутого повороту дороги, несподівано відкриває вид на монастир. Монастир входить до переліку Всесвітньої спадщини ЮНЕСКО.
- Каплиця Св. Григорія Просвітителя. Першою, при князях Закарянах була побудована каплиця Св. Григорія Просвітителя.
- Храм Катогіке. У 1215 році було зведено головний храм — Катогіке, стінами якому служать кам'яні кручі.
- Церква Авазан (1283 р.). До 1240 р. були закінчені роботи над першою печерною церквою монастиря — Авазаном.
- Церква Аствацацін (1215 р.). У другій половині XIII століття монастир був куплений князями Прошянамі.
- Цахкадзор. У перекладі з вірменського «Цахкадзор» означає «Ущелина квітів». Цим багато чого сказано. Ущелина, значить гори, сніжні вершини, стрімкі річки, круті обриви, мальовничі долини, покриті квітковим килимом. Найпопулярніший зимовий курорт Вірменії. Є багато лижних трас та кілька секцій сучасної канатної дороги.
- Монастир Кечаріс. У північно-західній частині Цахкадзора, на терасі схилу Памбакського хребта стоять три церкви древнього монастиря Кечаріс, яке в XII-XIII століттях було великим духовним центром Вірменії зі своєю школою. Кечаріс — є класичним зразком середньовічного архітектурного мистецтва Вірменії.

#### Лорі

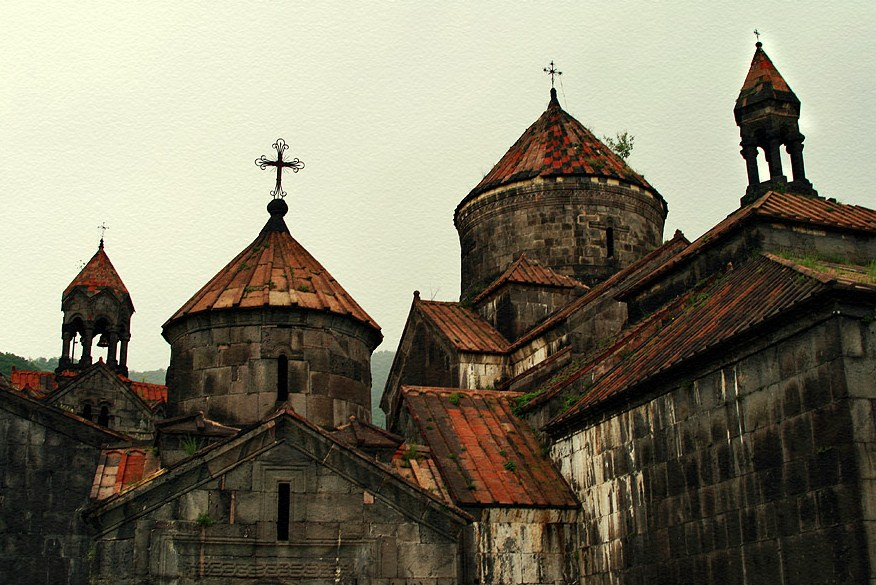
Монастир Ахпат

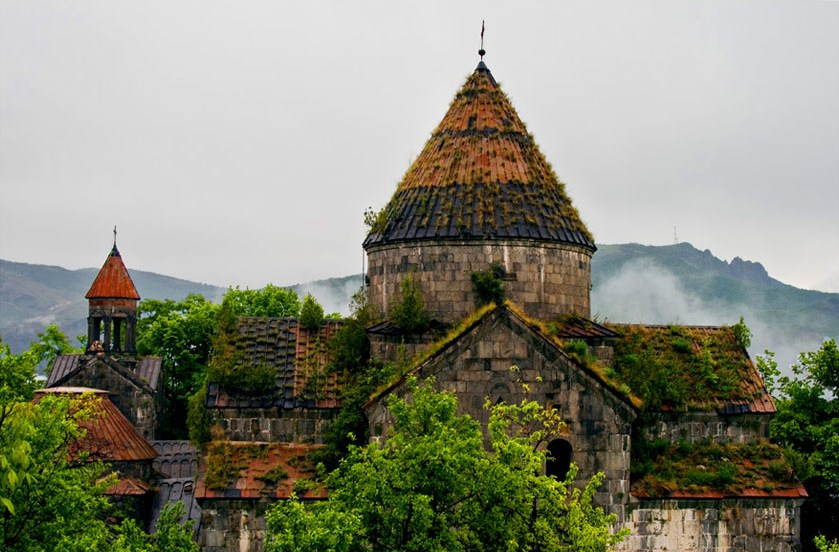
Монастир Санаїн

- Монастир Ахпат. Середньовічний монастирський комплекс Ахпат був споруджений в період X-XIII ст. З усіх монастирських будівель збереглися — головна церква Святого Ншана (967—991 рр.) з скульптурними зображеннями зовні і розписами (XIII-XIV ст.) всередині.
- Санаїнський монастир. Недалеко від міста Алаверді — одного з великих міст марза Лорі — знаходиться старовинне селище Санаїн відомий своєю унікальною пам'яткою — середньовічним монастирем X-XIII ст. — скарбом древнєвірменської архітектури. Санаїн з'єднує з містом Алаверді канатна дорога.
- Одзунський монастир. На південь від міста Алаверді знаходиться величний храм Одзун (VI-VII ст.). Незважаючи на свій древній вік Одзун прекрасно зберігся.
- Фортеця Лоріберд. Збудована у X столітті і розташована поруч з містом Степанаван, недалеко від якого знаходиться Пушкінський перевал, де в XIX столітті А. С. Пушкін зустрів траурний караван, що віз тіло убитого в Тегерані А. С. Грибоєдова.

#### Сюнік

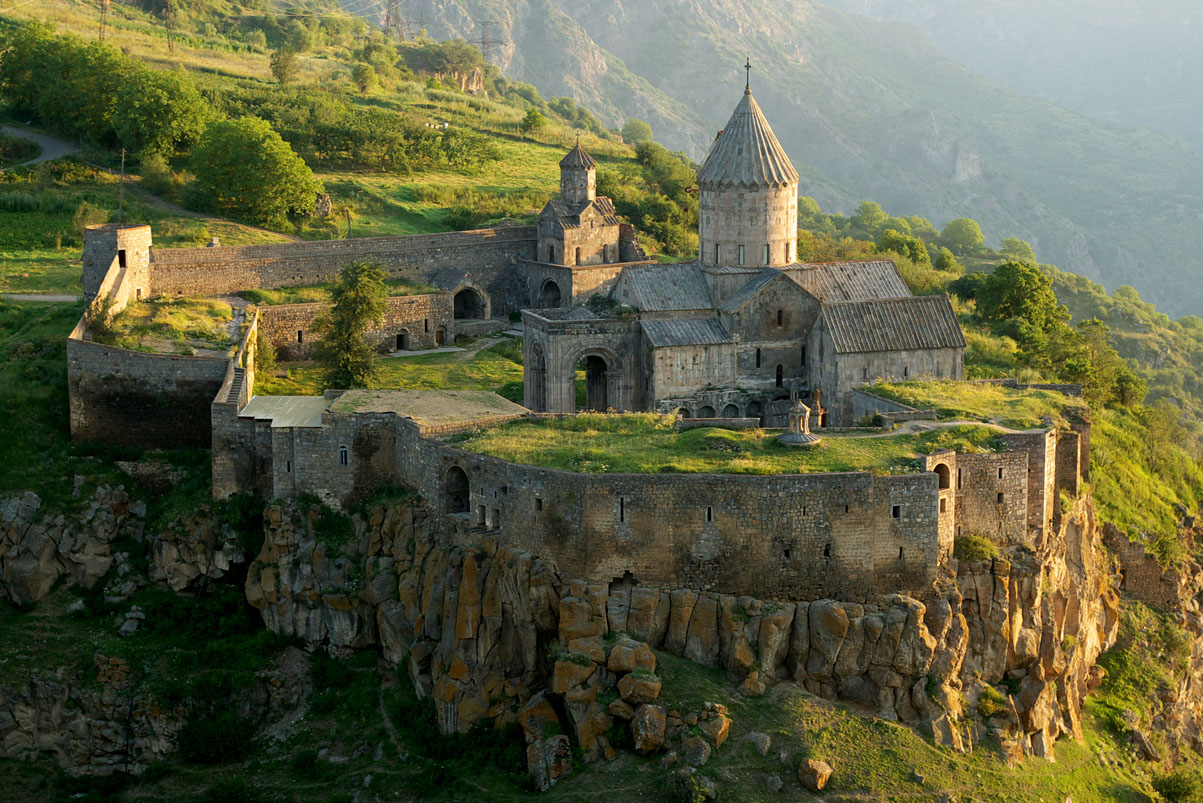
Татевський монастир

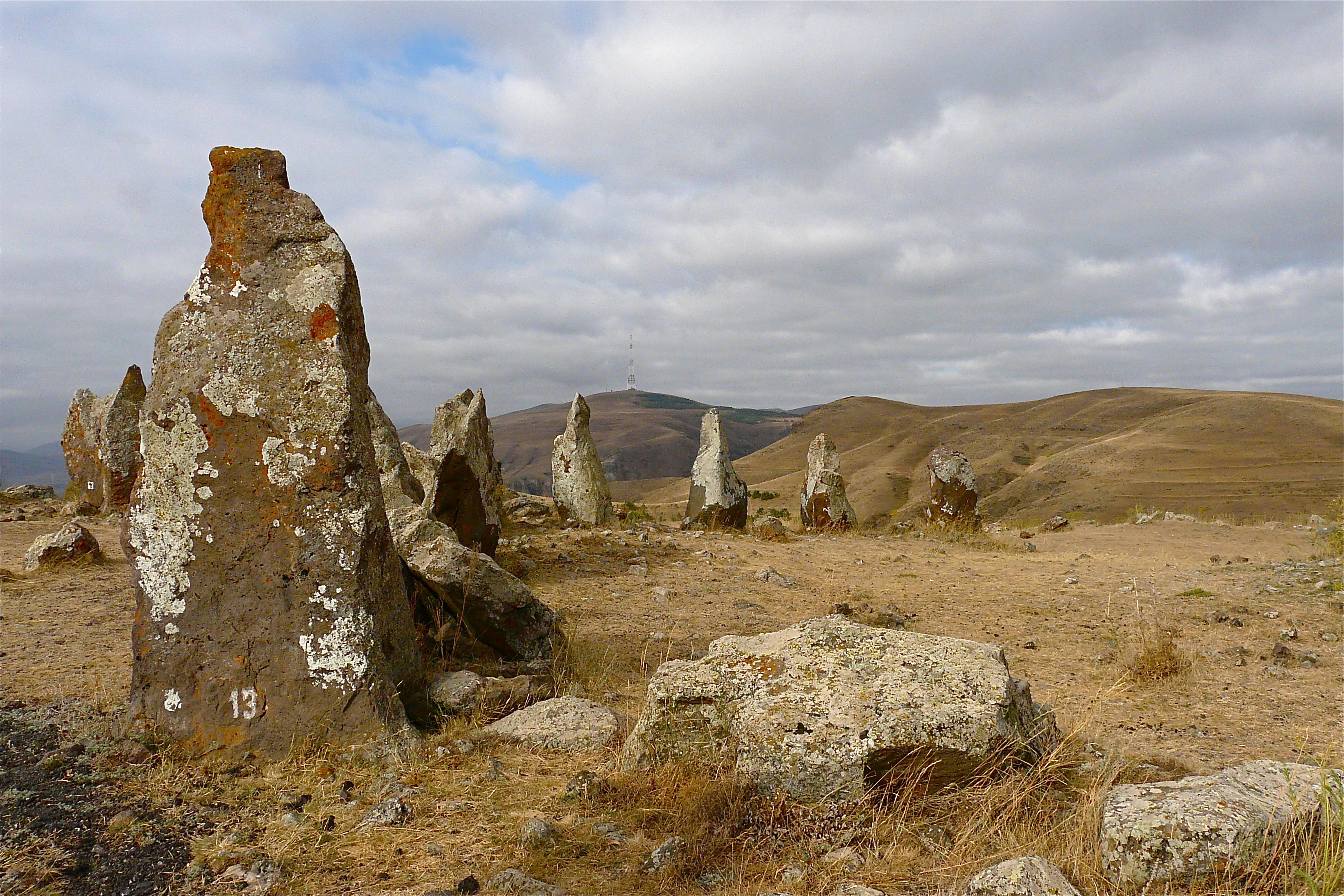
Древня язичницька обсерваторія Караундж (Зорац Карер)

- Монастир Татев. Перлина середньовічної вірменської архітектури монастир Татев був побудований у IX-XIII століттях. В часи Середньовіччя тут діяв Татевський університет. Відвідати його досить складно через важкодоступність місцевості, в якій він розташований. Але справжні цінителі унікальних пам'яток старовини все-таки знаходять сили і можливості відвідати цей шедевр середньовічної архітектури. Для полегшення відвідання монастиря наразі планується будівництво найдовшої канатної дороги у світі, яка буде з'єднувати монастир з селом, що розташоване з іншої сторони каньйону.
- Сатані камурдж (Сатанинський міст) — природний міст, створений без втручання людини над ущелиною річки Воротан. Біля моста розташовані теплі термальні джерела, які обладнані для купання.
- Караундж (Зорац Карер). Стародавня обсерваторія. У Сюнікському марзі, біля м. Сісіан, знаходиться одна з найзнаменитіших мегалітичних споруд Вірменії «Зорац Карер» — це доісторична пам'ятка, що складається із сотень вертикально поставлених великих 2-х метрових каменів-менгирів —— з наскрізними отворами у верхній частині.
- Водоспад Шакі. На півдні Вірменії, всього за декілька кілометрів від Сісіана знаходиться водоспад Шаки. Затаєний в одному із затишних куточків Сюніка, водоспад постає глядачам своєю невимовною красою. Тут день наповнений музикою неспішно падаючої води, яка в гармонії з панорамою величної гірської природи довершує чудовий краєвид.
- Ухтасар — наскельні малюнки V—VI тисячоліття до н. е.

#### Тавуш

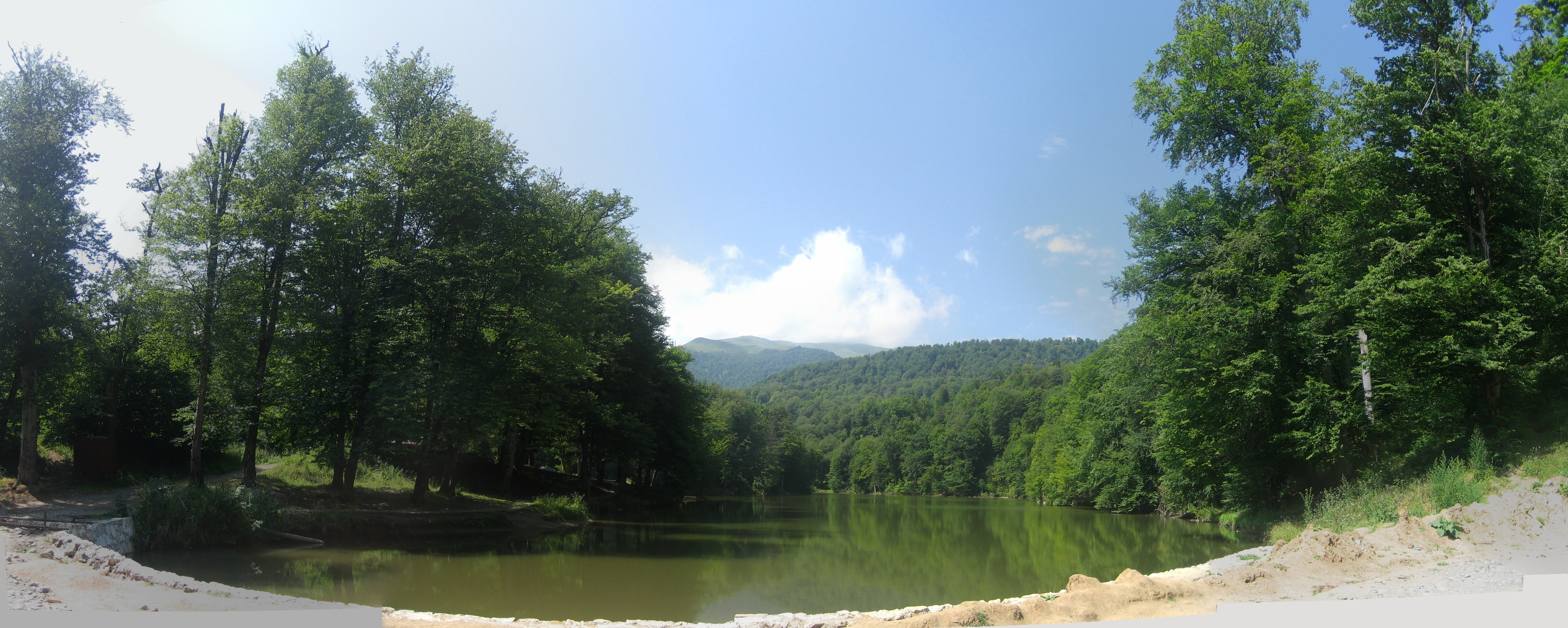
Діліжанський заповідник

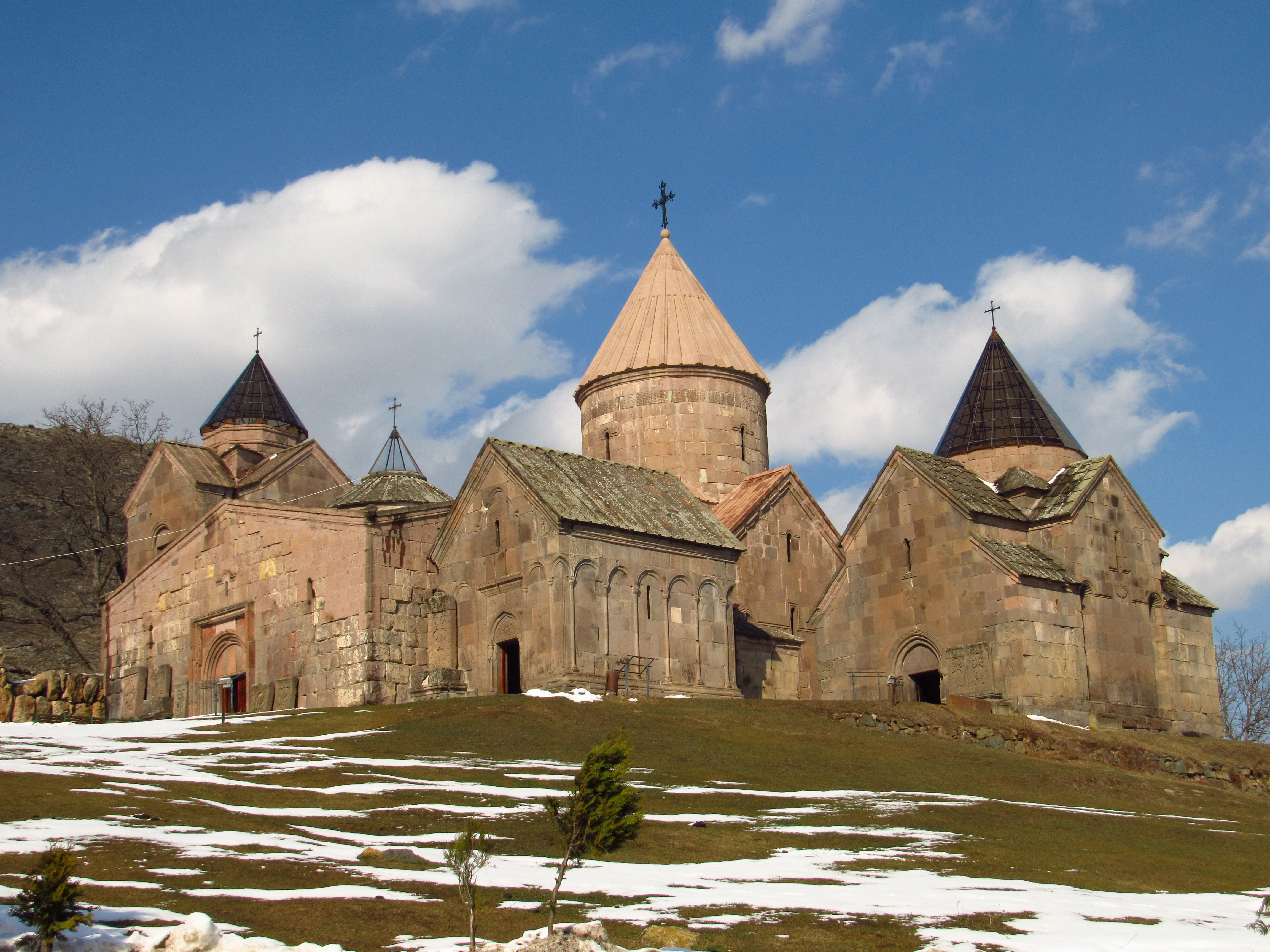
Монастир Гошаванк

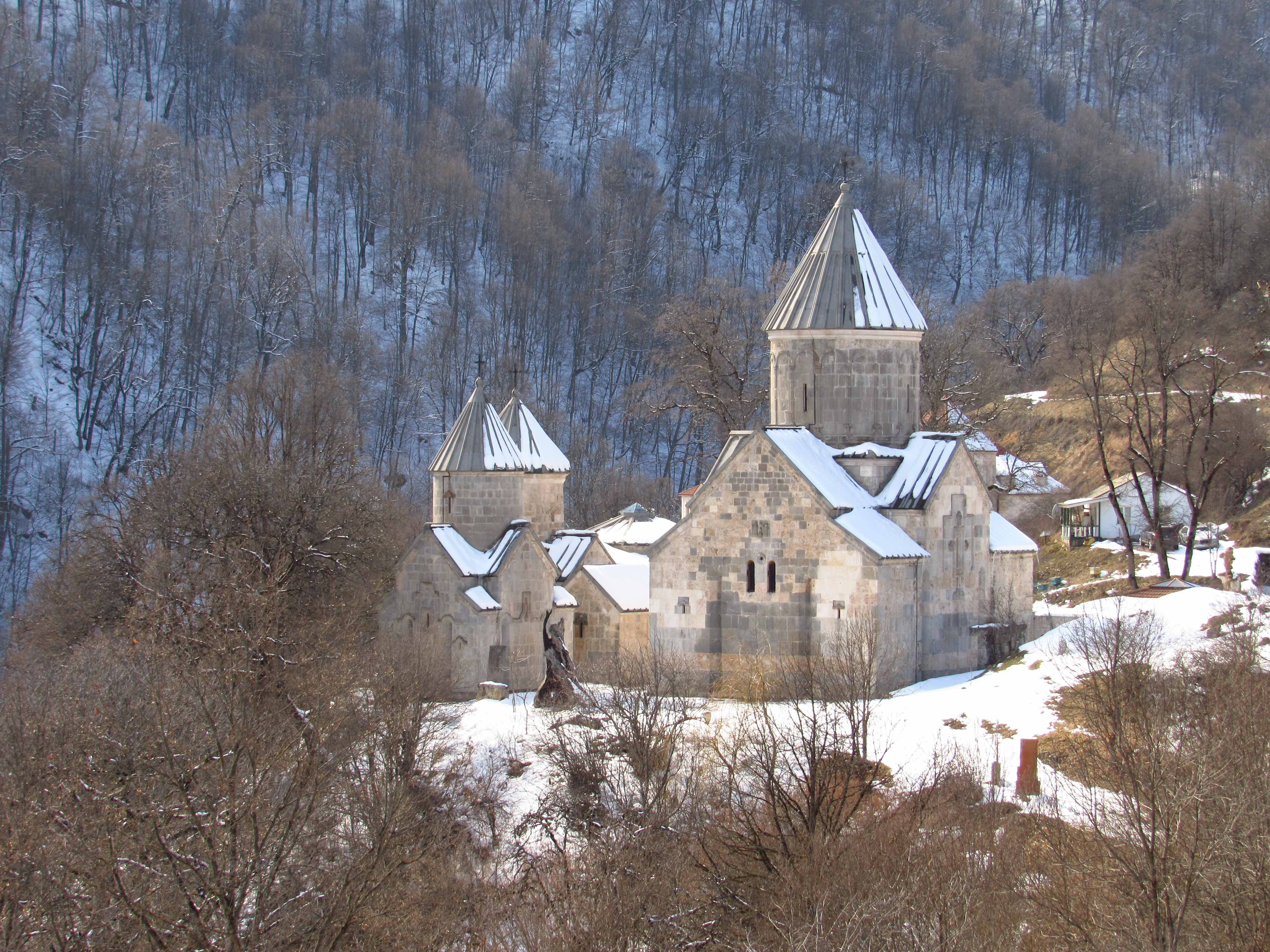
Комплекс монастиря Агарцин

- Діліжан. Місто Вірменії, що має статус гірськокліматичного та бальнеологічного курорту. Він розташований в Тавушському марзі, в ущелині річки Агстев, на висоті 1258—1510 м в оточенні хвойних лісів. Діліжан славиться воістину чарівним за цілющими якостями повітрям, напоєним ароматом сосен і створює дуже сприятливі умови для людей, які страждають на легеневі захворювання.
- Діліжанський заповідник. Це величезна заповідна територія, де у надзвичайно мальовничому пейзажі злилися гори, ліси і мінеральні джерела.
- Монастир Агарцин. Якщо їхати від Діліжана в бік села Техут через заповідний буковий ліс дорога сама виводить на чудовий монастирський комплекс XI-XIII ст. — Агарцин. Це — перлина каньйону, одне з найтаємничіших місць у Вірменії, що потопає в зелені гірські ліси.
- Монастир Гошаванк. Недалеко від монастиря Агарцин знаходиться ще одна світоч науки та культури древньої Вірменії — монастир Гошаванк або Нор Гетік, де розташовувався великий середньовічний університет.
- Тавушська фортеця. На одному із схилів ущелини річки Агстев, що круто обривається до річки, здалеку видно високий скелястий ріг з вежами середньовічної фортеці Тавуш (Берд).

#### Ширак

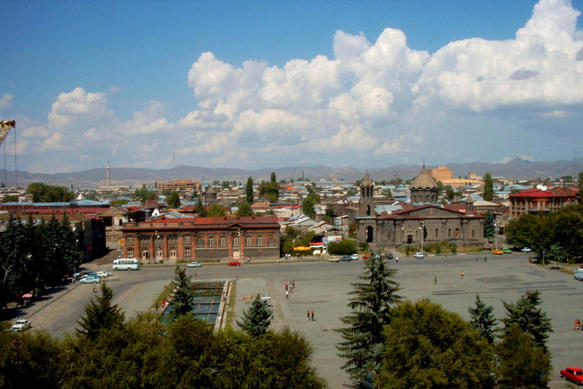
Центральна площа у другому за розміром місті Вірменії — Гюмрі

- Гюмрі. У 1840 році Гюмрі був офіційно проголошений містом. Незабаром Александрополь (Гюмрі) став також важливим центром торгівлі та ремісництва. У 60-х роках XIX ст. ремісників тут було більше, ніж у Тбілісі. Високого розвитку досягли майстерність каменярів, гончарів, теслярів, ковалів, мідь. Не даремно з XIX століття Гюмрі називався містом вірменських традицій, поетів і ашуг, ремесел і мистецтв. Тут було безліч магазинів, великих і малих крамниць, ринків. У середині XIX ст. місто отримало справжню планування з системою площ, пов'язаних широкими проспектами в центрі.
- Монастир Арічаванк. Монастирський комплекс Арічаванк був споруджений в період з VII по XIII ст. Головною його особливістю є те, що він був збудований з величезних каменів різних відтінків.
- Монастир Мармашен. За 10 км від Гюмрі, в селі Мармашен знаходиться монастир Мармашен (X-XIII ст.) — видатний культурний і релігійний центр середньовічної Вірменії.